# Andressa de Morais
Andressa Oliveira de Morais (née le 21 décembre 1990 à João Pessoa) est une athlète brésilienne, spécialiste du lancer du disque.

## Biographie
Avec un lancer de 64,21 m en 2012, elle est détentrice du record d'Amérique du Sud de la spécialité, record qu'elle porte à 64,68 m le 23 juin 2017 à Luque (Paraguay).
En août 2017, elle atteint la finale des championnats du monde de Londres et termine 11e.
Le 6 août 2019, elle remporte dans un premier temps la médaille d'argent des Jeux panaméricains de Lima derrière Yaimé Pérez (66,58 m) en améliorant son propre record d'Amérique du Sud avec un jet à 65,98 m. Cependant, le 28 août 2019, la presse brésilienne rapporte que l'athlète a échoué à un test antidopage lors de ces Jeux. Le 4 septembre, elle est suspendue provisoirement. Sa médaille et son record lui sont retirés.

## Palmarès
| Date | Compétition                    | Lieu             | Résultat | Marque  |
| ---- | ------------------------------ | ---------------- | -------- | ------- |
| 2011 | Championnats d'Amérique du Sud | Buenos Aires     | 1re      | 57,54 m |
| 2012 | Championnats ibéro-américains  | Barquisimeto     | 1re      | 64,21 m |
| 2014 | Championnats ibéro-américains  | São Paulo        | 3e       | 57,82 m |
| 2017 | Championnats d'Amérique du Sud | Luque            | 1re      | 64,68 m |
| 2018 | Championnats ibéro-américains  | Trujillo         | 1re      | 62,02 m |
| 2018 | Ligue de diamant               | Ligue de diamant | 2e       | 64,65 m |
| 2018 | Coupe continentale             | Ostrava          | 5e       | 58,44 m |
| 2019 | Championnats d'Amérique du Sud | Lima             | 1re      | 62,42 m |
| 2022 | Championnats ibéro-américains  | La Nucia         | 3e       | 58,33 m |
| 2023 | Championnats d'Amérique du Sud | São Paulo        | 3e       | 59,37 m |
| 2023 | Jeux panaméricains             | Santiago         | 2e       | 59,29 m |
| 2024 | Championnats ibéro-américains  | Cuiabá           | 2e       | 60,37 m |

## Records
| Épreuve           | Marque       | Lieu      | Date         |
| ----------------- | ------------ | --------- | ------------ |
| Lancer du disque  | 65,34 m (AR) | Leiria    | 26 juin 2019 |
| Lancer du marteau | 58,89 m      | São Paulo | 28 juin 2012 |